# Амукта (протока)
Протока Амукта (рос. Амукта) — широка протока між Беринговим морем і північною частиною Тихого океану в Алеутських островах на Алясці. Вона розташована між островом Амукта на сході та островом Сегуам на заході. 